# Villa Klara
Das denkmalgeschützte Wohngebäude Villa Klara befindet sich in der Römerstraße 66 im Stadtteil Thorr, einem der 15 Stadtteile der Kreisstadt Bergheim im Rhein-Erft-Kreis.

## Geschichte und Architektur
In der Villa wohnte bis 1970 Klara Roleff, die Tochter des Brauereibesitzers Josef Roleff. Das 1910 erbaute Gebäude liegt unmittelbar vor der ehemaligen Römerbrauerei und diente früher als Verwaltungs- und Wohngebäude der Brauerei. Das stattliche zweigeschossige Haus ist vollständig verputzt. Neben der seitlichen, zur Brauerei gewandten Durchfahrt befindet sich ein schmaler übergiebelter zweigeschossiger Treppenhaustrakt. Der überdachte Eingang weist noch das originale Türblatt auf. Die Straßenfassade wird durch ein überdimensionales Zwerchhaus und vier Fensterachsen gegliedert.

## Baudenkmal
Das Bauwerk ist mit der Denkmalnummer 64 in die Liste der Baudenkmäler in Thorr eingetragen.